# Jean Morlet
Jean Morlet ( Fontenay-sous-Bois, 1 de agosto de 1931 - Niza, 27 de abril de 2007) fue un geofísico francés, que desarrolló la teoría de ondículas. Es reconocido por introducir el término wavelet (ondícula en español) para describir las funciones matemáticas que empleó para procesar señales sísmicas con patrones transitorios.

## Biografía
Se graduó en 1952 en la École Polytechnique. Continuó sus estudios en la École Nationale des Pétroles et des Moteurs. En 1958 fichó como ingeniero de investigación en la Compagnie d'Exploration Pétrolière (CEP). Tras la fusión entre la CEP y la SNPA (Société Nationale des Pétroles d'Aquitaine), que dio lugar al consorcio petrolero Elf-Aquitaine, pasó a trabajar para este último como geofísico.
A finales de los años 70, Jean Morlet tenía que procesar datos de reflexión sísmica que contenían información relacionada con la estructura de las capas geológicas. Estas señales sísmicas presentaban patrones transitorios. Al ser procesadas mediante técnicas de procesado de señal convencionales, como la transformada enventanada de Fourier o el filtro de Gabor, aparecían artefactos numéricos. Por ello, Jean Morlet desarrolló la teoría de ondículas para evitar esos problemas. Concretamente, reemplazó las funciones de Gabor (también llamados logons), de duración fija, por unas nuevas funciones con una duración arbitrariamente pequeña.
Tras desarrollar su teoría, Jean Morlet comprendió que el alcance del análisis de ondículas no se limitaba sólo a señales sísmicas, sino que se podía emplear para caracterizar muchos otros tipos de señales. En 1981, contactó con el físico Roger Balian en la École Polytechnique de París. Balian le remitió a Alexander Grossmann. Morlet y Grossmann trabajaron conjuntamente para desarrollar la teoría de ondículas, lo que dio lugar a diversos artículos.

## Obras destacadas
- Morlet J, Arens G, Fourgeau E, and Glard D (1982) ”Wave propagation and sampling theory—Part I: Complex signal and scattering in multilayered media”. Geophysics, 47(2), 203-221.
- Morlet J, Arens G, Fourgeau E, and Giard D (1982) ”Wave propagation and sampling theory—Part II: Sampling theory and complex waves”. Geophysics, 47(2), 222-236.
- Goupillaud P, Grossmann A., Morlet J. (1984) "Cycle-octave and related transforms in seismic signal analysis". Geoexploration, 23(1), 85-102.
- Goupillaud P, Grossmann A, Morlet J (1984) "Cycle-octave representation for instantaneous frequency-spectra". Geophysics, 49(5), 669-669.
- Grossmann A, Morlet J (1984) "Decomposition of Hardy functions into square integrable wavelets of constant shape". SIAM Journal on Mathematical Analysis, 15(4), 723-736.

## Premios y reconocimientos
- En 1997, Jean Morlet recibió el Reginald Fessendn Award.[4]
- En 2001 recibió el Prix Chéreau Lavet de la Académie des Technologies.
- El Centre International de Rencontres Mathématiques creó la cátedra Jean-Morlet en su honor.[5]